# Hrabucze
Hrabucze (biał. Грабучае; ros. Грабучее) – wieś na Białorusi, w obwodzie witebskim, w rejonie dokszyckim, w sielsowiecie Porpliszcze.
Dawnej używana nazwa – Grabucze.

## Historia
W czasach zaborów wieś leżała w gminie Sitce, w powiecie wilejskim w guberni wileńskiej Imperium Rosyjskiego.
W dwudziestoleciu międzywojennym wieś leżała w Polsce, w województwie wileńskim, w powiecie duniłowickim, od 1926 w powiecie dziśnieńskim, w gminie Porpliszcze.
Według Powszechnego Spisu Ludności z 1921 roku zamieszkiwało tu 338 osób, 57 było wyznania rzymskokatolickiego, 276 prawosławnego a 5 mojżeszowego. Jednocześnie 193 mieszkańców zadeklarowało polską przynależność narodową, 145 białoruską. Były tu 62 budynki mieszkalne. W 1931 w 66 domach zamieszkiwały 334 osoby.
Wierni należeli do parafii rzymskokatolickiej Parafianowie i prawosławnej w Porpliszczach. Miejscowość podlegała pod Sąd Grodzki w Dokszycach i Okręgowy w Wilnie; właściwy urząd pocztowy mieścił się w Porpliszczach.
Po agresji ZSRR na Polskę w 1939 roku wieś znalazła się w granicach BSRR. W latach 1941–1944 była pod okupacją niemiecką. Następnie leżała w BSRR. Od 1991 roku w Republice Białorusi.